# Arcidiocesi di Guangzhou
L'arcidiocesi di Guangzhou (in latino: Archidioecesis Coamceuvensis) è una sede metropolitana della Chiesa cattolica in Cina. Nel 1949 contava 20.346 battezzati su 4.800.000 abitanti. La sede è vacante.

## Territorio
L'arcidiocesi comprende parte della provincia cinese del Guangdong.
Sede arcivescovile è la città di Guangzhou, dove si trova la cattedrale del Sacro Cuore di Gesù, edificata tra il 1863 ed il 1888 e riconosciuta dal governo come monumento storico nazionale.

## Storia
Il vicariato apostolico di Guangdong-Guangxi fu eretto l'11 maggio 1848, ricavandone il territorio dalla diocesi di Macao.
Il 6 agosto 1875 cedette una porzione del suo territorio a vantaggio dell'erezione della prefettura apostolica di Guangxi (oggi arcidiocesi di Nanning) e contestualmente assunse il nome di vicariato apostolico di Guangdong.
Il 6 aprile 1914 cedette un'altra porzione di territorio a vantaggio dell'erezione del vicariato apostolico di Chaozhou (oggi diocesi di Shantou) e per effetto del breve Ecclesiarum omnium di papa Pio X cambiò ancora nome in vicariato apostolico di Guangzhou (Canton).
Successivamente, cedette a più riprese ulteriori porzioni di territorio a vantaggio dell'erezione di nuove circoscrizioni ecclesiastiche, e precisamente:
- il 9 aprile 1920 a vantaggio dell'erezione del vicariato apostolico di Shaozhou (oggi diocesi di Shaoguan);
- il 1º agosto 1920 a vantaggio dell'erezione del vicariato apostolico di Guangdong occidentale e Hainan (oggi diocesi di Beihai);
- il 31 gennaio 1924 a vantaggio dell'erezione della prefettura apostolica di Jiangmen (oggi diocesi).

L'11 aprile 1946 il vicariato apostolico è stato elevato ad arcidiocesi metropolitana con la bolla Quotidie Nos di papa Pio XII.
Nel 1981 l'amministratore apostolico Dominic Tang Yee-ming, in cura ad Hong Kong, fu nominato da papa Giovanni Paolo II arcivescovo di Guangzhou, cosa che però gli impedì di rientrare in Cina; visse in esilio a Hong Kong fino alla sua morte, il 27 giugno 1995.
Nel maggio del 2001 è deceduto il vescovo "ufficiale" James Lin Bingliang e la diocesi è rimasta vacante fino al 2007, quando fu consacrato vescovo, con il benestare della Santa Sede, Joseph Gan Junqiu, ordinato il 4 dicembre.

## Cronotassi dei vescovi
Si omettono i periodi di sede vacante non superiori ai 2 anni o non storicamente accertati.

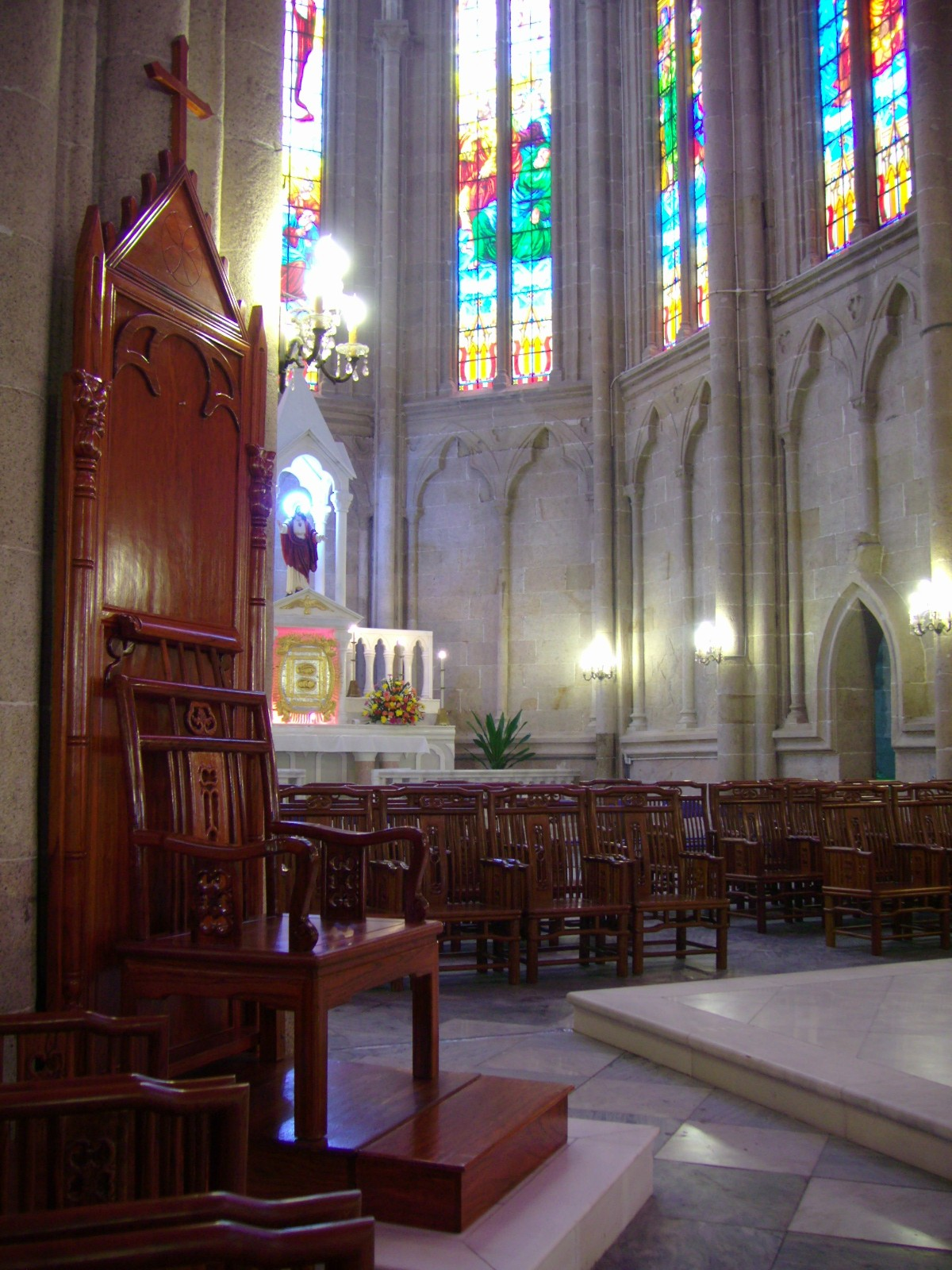
La cattedra arcivescovile

- François-Napoléon Libois, M.E.P. † (30 gennaio 1850[5] - ottobre 1853 dimesso)
- Philippe François Zéphirin Guillemin, M.E.P. † (16 novembre 1853 - 5 aprile 1886 deceduto)
- Augustin Chausse, M.E.P. † (5 aprile 1886 succeduto - 12 ottobre 1900 deceduto)
- Jean-Marie Mérel, M.E.P. † (20 aprile 1901 - 6 agosto 1914 dimesso)
- Jean-Baptiste-Marie Budes de Guébriant, M.E.P. † (28 aprile 1916 - 21 marzo 1921 dimesso[6])
- Antoine-Pierre-Jean Fourquet, M.E.P. † (20 febbraio 1923 - 11 dicembre 1947 dimesso[7])
  - Sede vacante (1947-1981)
  - Dominic Tang Yee-ming, S.I. † (1º ottobre 1950 - 26 maggio 1981 nominato vescovo) (amministratore apostolico)
- Dominic Tang Yee-ming, S.I. † (26 maggio 1981 - 27 giugno 1995 deceduto)
  - Sede vacante
  - Joseph Ye Yin-yun † (21 gennaio 1962 consacrato - 13 marzo 1990 deceduto) (vescovo ufficiale)
  - James Lin Bingliang † (6 maggio 1990 consacrato - 25 maggio 2001 deceduto) (vescovo ufficiale)
  - Joseph Gan Junqiu, dal 4 dicembre 2007

## Statistiche
L'arcidiocesi nel 1949 su una popolazione di 4.800.000 persone contava 20.346 battezzati, corrispondenti allo 0,4% del totale.
| anno | popolazione | popolazione | popolazione | presbiteri | presbiteri | presbiteri | presbiteri                | diaconi | religiosi | religiosi | parrocchie |
| anno | battezzati  | totale      | %           | numero     | secolari   | regolari   | battezzati per presbitero | diaconi | uomini    | donne     | parrocchie |
| ---- | ----------- | ----------- | ----------- | ---------- | ---------- | ---------- | ------------------------- | ------- | --------- | --------- | ---------- |
| 1848 | 4.000       | ?           | ?           | 8          | 8          |            | 500                       |         |           |           |            |
| 1881 | 26.000      | ?           | ?           | 39         | 5          | 34         | 666                       |         |           |           |            |
| 1949 | 20.346      | 4.800.000   | 0,4         | 61         | 44         | 17         | 333                       |         |           | 94        | 1          |

Secondo dati statistici riportati dall'Agenzia Fides, nel 2012 l'arcidiocesi comprende circa 60.000 fedeli, distribuiti in 50 fra chiese e cappelle con 17 sacerdoti e 16 seminaristi maggiori.